# Nikolái Uglánov
Nikolái Aleksándrovich Uglánov (del ruso: Никола́й Алекса́ндрович Угла́нов), 1886-1937, político soviético, primer secretario del Partido Comunista de la Unión Soviética en Moscú y miembro de la «Oposición de derecha».

## Origen
Nacido en la provincia de Yaroslavl de padres campesinos, se educó en la escuela de su pueblo. Con doce años, marchó a San Petersburgo para unirse a su padre y buscar empleo. Trabajó intermitentemente en diversos oficios, entre ellos el de metalúrgico, intercalando entre ellos periodos en su pueblo natal.
Con 21 años, en 1907, se afilió al Partido Obrero Socialdemócrata de Rusia. Corresponsal de Pravda, se le detuvo poco antes de estallar la Primera Guerra Mundial.
Durante la Revolución de 1917 formó parte del Sóviet de Petrogrado. En 1919, se le nombró secretario del consejo sindical provincial de Petrogrado. En febrero de 1921, ascendió a secretario provincial del partido, también en la región de Petrogrado. Poco después, participó en el aplastamiento de la Rebelión de Kronstadt. En 1922 abandonó Petrogrado, probablemente por diferencias con Grigori Zinóviev y pasó dos años como secretario regional del partido en Nizhni Nóvgorod antes de mudarse a Moscú en agosto de 1924.

## En Moscú
Primer secretario de la organización del partido en Moscú desde octubre de 1924, era la principal figura política de la capital. Hostil a la izquierda del partido, este hecho junto con su veteranía le granjearon el importante cargo en la capital. Sustituyendo a un miembro de la «Oposición de izquierda», completó su eliminación de la dirección del partido en la ciudad.
Uglánov defendía el desarrollo de la industria ligera, en especial la del textil de algodón, notable en Moscú. Relativamente tolerante con la dirección de las fábricas frente al partido y los sindicatos y con los campesinos acomodados, esta postura produjo críticas en 1928. Partidario de una estricta disciplina jerárquica en el partido, se opuso a la afiliación indiscriminada de obreros en el partido, defendida por Zinóviev en 1925. Era un dirigente impopular, tanto en el partido como entre los obreros de la ciudad, en parte por la grave situación económica de 1925-1926, que llevó a importantes recortes salariales y un amplio desempleo (113 000 de una población de dos millones) en la ciudad. Reprimió con dureza a la «Oposición Unificada» en 1926-1927, que se había presentado como paladín de los intereses obreros.
En 1928 se mostró como uno de los más decididos adversarios de Stalin y sus medidas en el campo, criticándolas con dureza en el pleno del comité central de julio. Su lucha por mantener el control del partido en la capital acabó en derrota a mediados de octubre. En noviembre Viacheslav Mólotov le sustituyó en su puesto como secretario del partido.

## Comisario de Trabajo
Pasó a la Comisaría de Trabajo, posiblemente por acuerdo entre Stalin y Rýkov. Ocupó el cargo hasta 1930. Entre 1930 y 1932, trabajó en cuestiones económicas en Astracán. En 1932 y 1933, trabajó en la Comisaría de Construcción de Maquinaria Pesada, hasta su arresto ese mismo año.

## Muerte
Fue arrestado desde el verano de 1936. En el pleno del comité central de diciembre de 1936, Nikolái Yezhov lo acusó, junto con el resto de dirigentes de la «Oposición de derecha», de compartir los objetivos del «bloque trotskista-zinovievista», condenado en el Primer Juicio de Moscú. Fue ejecutado en 1937 durante la Gran Purga estalinista. En febrero de 1937 se lo había utilizado para incriminar a Bujarin y Rýkov en las supuestas actividades del «centro trotskista», .